# Lei da Imigração, 1976
A Lei da Imigração de 1976, no Canadá, foi segurada em 1978 pelo Parlamento do Canadá. A lei focava-se em quem deveria ter permissão para entrar no Canadá, e quem deveria ser mantido fora do país. O lei entrou em vigor em 1978, juntamente com novos regulamentos de imigração, essa lei deu mais poder às províncias e territórios para estabelecerem suas próprias leis de imigração e definiu as "classes proibidas" em termos muito mais amplos. Além disso, criou quatro novas classes de imigrantes que poderiam vir para o Canadá: refugiados, famílias, parentes assistidos e imigrantes independentes. Embora os imigrantes independentes tivessem que participar do sistema de pontos, outras classes não precisavam participar desse teste, desde que passassem por verificações básicas de antecedentes criminais, segurança e de saúde. A lei também criou alternativas para a deportação de crimes menos graves ou delitos médicos, uma vez que a deportação significava que o imigrante foi impedido de entrar no Canadá por toda a vida. Depois de 1978, o governo poderia emitir ordens de exclusão de 12 meses e um aviso de saída, se a causa da remoção de uma pessoa não fosse séria, mas em alguns casos poderia ser grave.
A Lei da Imigração de 1976 foi substituída pela Lei de Proteção à Imigração e Refugiados (IRPA) em 2002.
A equipe de fiscalização do Departamento de Cidadania e Imigração do Canadá foi responsável por impor a lei na fronteira com os Estados Unidos, bem como nos postos de controle nos aeroportos internacionais do Canadá.